# Елрой (Північна Кароліна)
Елрой (англ. Elroy) — переписна місцевість (CDP) в США, в окрузі Вейн штату Північна Кароліна. Населення — 3755 осіб (2020).

## Географія
Елрой розташований за координатами 35°19′51″ пн. ш. 77°55′21″ зх. д. / 35.33083° пн. ш. 77.92250° зх. д. (35.330790, -77.922514).  За даними Бюро перепису населення США в 2010 році переписна місцевість мала площу 17,06 км², уся площа — суходіл.

## Демографія
Згідно з переписом 2010 року, у переписній місцевості мешкало 3869 осіб у 1596 домогосподарствах у складі 1077 родин. Густота населення становила 227 осіб/км².  Було 1756 помешкань (103/км²).
Расовий склад населення:
| - 64,1 % — білих - 21,9 % — чорних або афроамериканців - 1,7 % — азіатів - 0,5 % — корінних американців - 0,1 % — вихідців з тихоокеанських островів - 9,1 % — осіб інших рас |

До двох чи більше рас належало 2,6 %. Частка іспаномовних становила 15,1 % від усіх жителів.
За віковим діапазоном населення розподілялося таким чином: 22,1 % — особи молодші 18 років, 64,4 % — особи у віці 18—64 років, 13,5 % — особи у віці 65 років та старші. Медіана віку мешканця становила 38,0 року. На 100 осіб жіночої статі у переписній місцевості припадало 99,1 чоловіків;  на 100 жінок у віці від 18 років та старших — 98,2 чоловіків також старших 18 років.
Середній дохід на одне домашнє господарство  становив 39 683 долари США (медіана — 32 770), а середній дохід на одну сім'ю — 44 655 доларів (медіана — 38 872). Медіана доходів становила 31 297 доларів для чоловіків та 30 567 доларів для жінок. За межею бідності перебувало 27,8 % осіб, у тому числі 31,8 % дітей у віці до 18 років та 12,2 % осіб у віці 65 років та старших.
Цивільне працевлаштоване населення становило 1482 особи. Основні галузі зайнятості: освіта, охорона здоров'я та соціальна допомога — 24,6 %, роздрібна торгівля — 19,4 %, мистецтво, розваги та відпочинок — 15,2 %.